# Hilton The Hague

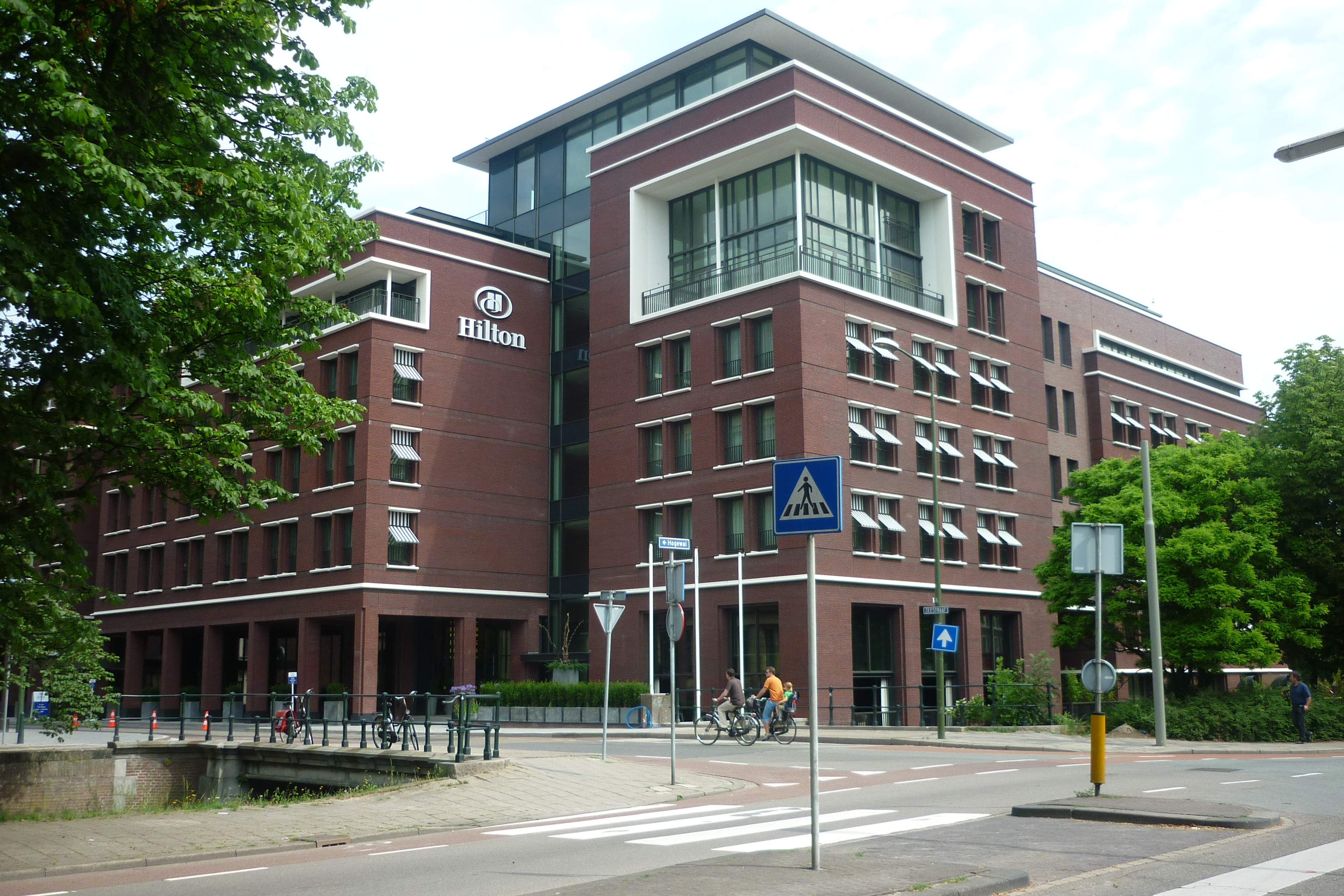
Hilton The Hague

Het Hilton The Hague is een hotel gelegen op de hoek van de Zeestraat en het Scheveningseveer in Den Haag. Het in juli 2010 geopende hotel is het vijfde Hilton in Nederland,
Aan het Scheveningseveer ligt een terras dat ook voor passanten toegankelijk is. Het nieuwe hotel is een ontwerp van PBV Architecten uit Wassenaar, de bouw is uitgevoerd door MBB Project 40 B.V. Bovenin zijn enkele appartementen gebouwd.

## Geschiedenis van de locatie
Op de hoek van de Zeestraat en het Scheveningseveer stond het voormalig hoofdkantoor van de PTT uit de jaren vijftig. De entree was aan de Zeestraat. Aan de andere kant van de Zeestraat staat ook een voormalig PTT kantoor met een ingang aan de Kortenaerkade. Tussen dat gebouw en de Zeestraat is nu een open ruimte waar vroeger het 'Monument gevallen PTT'ers' van Hildo Krop stond. Het werd in 1950 onthuld door L. Neher, toen directeur-generaal van de PTT. Dit monument is al eerder verplaatst naar het Nassauplein.
Het voormalige hoofdkantoor is geheel gestript en het karkas van het gebouw vormt de basis van het nieuwe hotelgebouw. Zo werd ook gehandeld bij bijvoorbeeld de bouw van de Hoge Banka. Het is kostenbesparend en milieuvriendelijk. Het heeft ook tot gevolg dat de plafonds hoger zijn dan bij nieuwbouw.
Om de hoek van het PTT gebouw was het Zwembad Mauritskade. Dat werd in 2007 afgebroken om vervangen te worden. De Zwembadbrug, die toegang tot het zwembad gaf, werd gebouwd door de Haagse IJzergieterij "De Prins van Oranje" in 1882 en is een Gemeentelijk monument. Deze is bewaard gebleven.
Tegen de bouwmethode van een grote ondergrondse garage heeft Museum Mesdag zich fel verzet. Het Panorama Mesdag staat vlak achter het hotel en het zwembad en men was bang voor schade door heiwerkzaamheden aan het Panorama. Een rechtszaak legde de bouw voor lange tijd stil. Ondanks gebleken schade aan het museum is de garage alsnog afgebouwd.
De garage is ten tijde van de opening nog niet in gebruik, maar naast de parkeerplaatsen voor de bewoners van de appartementen komen er 95 voor hotelgasten.